# Ruth Walz
Ruth Walz (* 2. Januar 1941 in Bremen) ist eine deutsche Theaterfotografin.

## Leben
Ruth Walz ist die Tochter von Richard Bertram-Nothnagel und Lore Bertram-Nothnagel.
Nach einem Studium am Berliner Lette-Verein begann sie ihre fotografische Karriere als Standfotografin bei Ulrike Meinhofs Film Bambule (Fernsehspiel) und in der Werbung u. a. für die Brauerei Berliner Kindl.
1976 ging sie eine Festanstellung bei der Berliner Schaubühne am Halleschen Ufer ein, es entstand eine langjährige Zusammenarbeit mit den Regisseuren Peter Stein, Klaus Michael Grüber, Luc Bondy, Peter Sellars, Pierre Audi und Robert Wilson.
Seit 1990 arbeitet sie freiberuflich. u. a. für die Salzburger Festspiele, die Wiener Festwochen und De Nationale Opera.
Walz lebt in Berlin. Ihr langjähriger Lebensgefährte war der Schauspieler Bruno Ganz.

## Ausstellungen
- 2021: Museum für Fotografie Berlin: Ruth Walz. Theaterfotografie[3]
- 2023: Rupertinum Salzburg: Theaterfotografie: Vorhang auf![4]
- 2023: Deutsches Theatermuseum München: Ruth Walz. Doppelbelichtung.[5]

## Publikationen
- Der Verwandler – Klaus Michael Grüber (Ein Bildband von Ruth Walz und Karl-Ernst Herrmann mit Texten von Bruno Ganz, Erscheinungsjahr 2010, Alexander Verlag Berlin, Hardcover, ISBN 978-3-89581-211-8)
- Jutta Lampe – Träumen Suchen Spielen (Ein Bildband von Ruth Walz und Karl-Ernst Herrmann mit Texten von Botho Strauß, Christian Meier, Peter Stein u. v. a., Erscheinungsjahr 2010, Verlag Akademie der Künste, ISBN 978-3-88331-150-0)
- Goethes Faust, Peter Steins Inszenierung in Bildern (Foto-Dokumentation der Gesamtaufführung „Faust I und II“ von Peter Stein, Erscheinungsjahr 2003, DuMont Reiseverlag, ISBN 978-3-7701-5628-3)
- Schaubühne – Am Halleschen Ufer, Am Lehniner Platz 1962–1987 (von Ruth Walz, Karl-Ernst Herrmann und Peter Krumme, Herausgeber Peter Stein, Erscheinungsjahr 1988, Propyläen Verlag, ISBN 978-3-549-05766-7)
- Ruth Walz: Theater im Sucher, Hatje Cantz-Verlag 2021. ISBN 978-3-7757-5041-7